# Richard Specht

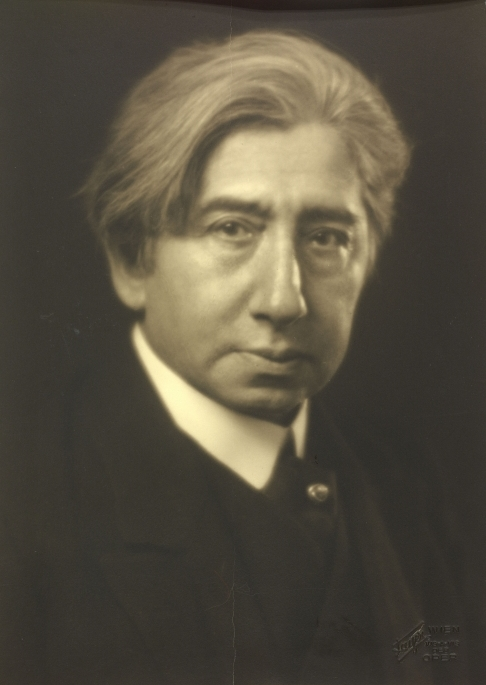
Richard Specht, em 1927, fotografado por Georg Fayer.

Richard Specht (Viena, 7 de dezembro de 1870 - idem, 19 de março de 1932) foi um letrista, dramaturgo, musicólogo e escritor austríaco. 
Specht é conhecido pelas suas obras sobre música clássica, e à sua época era tido como grande autoridade e referência como jornalista especializado em música. Especializou-se na obra de Gustav Mahler, e no final da vida tornou-se uma companhia regular da sua viúva Alma Mahler-Werfel.
Entre outras coisas, contribuiu para o Wiener Illustrierten Extrablatts e outros jornais vienenses. A partir de 1910 trabalhou na editora Merker. Em 1925, foi nomeado professor na instituição que hoje é a Universidade de Música e Performances Artísticas de Viena.

## Obra

### Ficção
- Gedichte (1893)
- Das Gastmahl des Plato, Drama (1895)
- Pierrot bossu, Drama (1896)
- Mozart, doze poemas (1914)
- Florestan Kestners Erfolg, uma história (1929)
- Die Nase des Herrn Valentin Berger, Drama (1929)

### Obra académica
- Johann Strauss II (1909)
- Gustav Mahler (1913)
- Das Wiener Operntheater - Fifty years of memories (1919)
- Die Frau ohne Schatten - Introduction to the music (1919)
- Richard Strauss and his work (1921)
- Julius Bittner (1921)
- Emil Nikolaus von Reznicek - A preliminary study (1922)
- Arthur Schnitzler - The poet and his work.  A study (1922)
- Wilhelm Furtwängler (1922)
- Franz Werfel (1926)
- Johannes Brahms: Leben und Werk eines deutschen Meisters (1928; trad. inglês por Eric Blom)
- Giacomo Puccini. Das Leben, der Mensch, das Werk (1931; trad. inglês, 1933)